# 紅塔利夫卡
48°50′50″N 39°50′4″E / 48.84722°N 39.83444°E
红塔利夫卡（烏克蘭語：Красна Талівка）是位於烏克蘭東部的村莊，由盧甘斯克州夏斯季耶区的希羅基市鎮負責管轄。該村始建於1913年，面積4.35平方公里，海拔高度43米，2001年人口1,081，人口密度每平方公里248人。此村落接近俄乌边境，設有檢查哨。